# Населення Гвінеї-Бісау
Населення Гвінеї-Бісау. Чисельність населення країни 2015 року становила 1,726 млн осіб (153-тє місце у світі). Чисельність гвінейців стабільно збільшується, народжуваність 2015 року становила 33,38 ‰ (31-ше місце у світі), смертність — 14,33 ‰ (4-те місце у світі), природний приріст — 1,91 % (56-те місце у світі) . 

## Природний рух

### Відтворення
Народжуваність у Гвінеї-Бісау, станом на 2015 рік, дорівнює 33,38 ‰ (31-ше місце у світі). Коефіцієнт потенційної народжуваності 2015 року становив 4,23 дитини на одну жінку (32-ге місце у світі). Рівень застосування контрацепції 14,2 % (станом на 2010 рік).
Смертність в Гвінеї-Бісау 2015 року становила 14,33 ‰ (4-те місце у світі).
Природний приріст населення у країні 2015 року становив 1,91 % (56-те місце у світі).

### Вікова структура

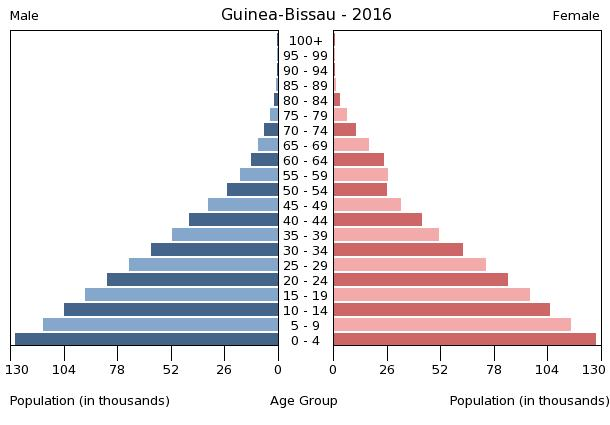
Віково-статева піраміда населення Гвінеї-Бісау, 2016 рік

Середній вік населення Гвінеї-Бісау становить 20 років (190-те місце у світі): для чоловіків — 19,5, для жінок — 20,5 року. Очікувана середня тривалість життя 2015 року становила 50,23 року (223-тє місце у світі), для чоловіків — 48,21 року, для жінок — 52,31 року.
Вікова структура населення Гвінеї-Бісау, станом на 2015 рік, мала такий вигляд:
- діти віком до 14 років — 39,53 % (340 575 чоловіків, 341 747 жінок);
- молодь віком 15—24 роки — 20,18 % (172 787 чоловіків, 175 511 жінок);
- дорослі віком 25—54 роки — 32,3 % (277 820 чоловіків, 279 761 жінка);
- особи передпохилого віку (55—64 роки) — 4,66 % (30 010 чоловіків, 50 354 жінки);
- особи похилого віку (65 років і старіші) — 3,34 % (21 671 чоловік, 35 933 жінки)[1].

## Розселення
Густота населення країни 2015 року становила 65,6 особи/км² (172-ге місце у світі).

### Урбанізація
Гвінея-Бісау середньоурбанізована країна. Рівень урбанізованості становить 49,3 % населення країни (станом на 2015 рік), темпи зростання частки міського населення — 4,13 % (оцінка тренду за 2010—2015 роки).
Головні міста держави: Бісау (столиця) — 492,0 тис. осіб (дані за 2015 рік).

### Міграції
Річний рівень еміграції 2015 року становив 0 ‰ (94-те місце у світі). Цей показник не враховує різниці між законними і незаконними мігрантами, між біженцями, трудовими мігрантами та іншими.

#### Біженці й вимушені переселенці
Станом на 2015 рік, у країні постійно перебуває 8,6 тис. біженців з Сенегалу.
Гвінея-Бісау є членом Міжнародної організації з міграції (IOM).

## Расово-етнічний склад
| Етнічний склад (2015 рік) | Етнічний склад (2015 рік) | Етнічний склад (2015 рік) | Етнічний склад (2015 рік) | Етнічний склад (2015 рік) |
| ------------------------- | ------------------------- | ------------------------- | ------------------------- | ------------------------- |
| Етнос:                    |                           |                           | Відсоток:                 |                           |
| фульбе                    | фульбе                    |                           | 28.5%                     | 28.5%                     |
| баланте                   | баланте                   |                           | 22.5%                     | 22.5%                     |
| мандінка                  | мандінка                  |                           | 14.7%                     | 14.7%                     |
| папель                    | папель                    |                           | 9.1%                      | 9.1%                      |
| манджак                   | манджак                   |                           | 8.3%                      | 8.3%                      |
| бефада                    | бефада                    |                           | 3.5%                      | 3.5%                      |
| манкана                   | манкана                   |                           | 3.1%                      | 3.1%                      |
| біджаго                   | біджаго                   |                           | 2.1%                      | 2.1%                      |
| фелупе                    | фелупе                    |                           | 1.7%                      | 1.7%                      |
| мансоанка                 | мансоанка                 |                           | 1.4%                      | 1.4%                      |
| мане                      | мане                      |                           | 1%                        | 1%                        |
| інші                      | інші                      |                           | 1.8%                      | 1.8%                      |

Головні етноси країни: фульбе — 28,5 %, баланте — 22,5 %, мандінка — 14,7 %, папель — 9,1 %, манджак — 8,3 %, бефада — 3,5 %, манкана — 3,1 %, біджаго — 2,1 %, фелупе — 1,7 %, мансоанка — 1,4 %, мане — 1 %, інші — 1,8 % (оціночні дані за 2008 рік).

## Мови
| Мови Гвінеї-Бісау (2008 рік) | Мови Гвінеї-Бісау (2008 рік) | Мови Гвінеї-Бісау (2008 рік) | Мови Гвінеї-Бісау (2008 рік) | Мови Гвінеї-Бісау (2008 рік) |
| ---------------------------- | ---------------------------- | ---------------------------- | ---------------------------- | ---------------------------- |
| Мова:                        |                              |                              | Відсоток:                    |                              |
| португальська                | португальська                |                              | 27.1%                        | 27.1%                        |
| креольська                   | креольська                   |                              | 90.4%                        | 90.4%                        |
| французька                   | французька                   |                              | 5.1%                         | 5.1%                         |
| англійська                   | англійська                   |                              | 2.9%                         | 2.9%                         |
| інші                         | інші                         |                              | 2.4%                         | 2.4%                         |

Офіційна мова: португальська — розмовляє 27,1 % населення країни. Інші поширені мови: креольська — 90,4 %, французька — 5,1 %, англійська — 2,9 %, інші мови — 2,4 % (оцінка 2008 року).

## Релігії
| Релігії в Гвінеї-Бісау (2009 рік) | Релігії в Гвінеї-Бісау (2009 рік) | Релігії в Гвінеї-Бісау (2009 рік) | Релігії в Гвінеї-Бісау (2009 рік) | Релігії в Гвінеї-Бісау (2009 рік) |
| --------------------------------- | --------------------------------- | --------------------------------- | --------------------------------- | --------------------------------- |
| Віросповідання:                   |                                   |                                   | Відсоток:                         |                                   |
| мусульмани                        | мусульмани                        |                                   | 45.1%                             | 45.1%                             |
| християни                         | християни                         |                                   | 22.1%                             | 22.1%                             |
| анімісти                          | анімісти                          |                                   | 14.9%                             | 14.9%                             |
| атеїсти                           | атеїсти                           |                                   | 2%                                | 2%                                |
| агностики                         | агностики                         |                                   | 15.9%                             | 15.9%                             |

Головні релігії й вірування, які сповідує, і конфесії та церковні організації, до яких відносить себе населення країни: іслам — 45,1 %, християнство — 22,1 %, анімізм — 14,9 %, не сповідують жодної — 2 %, не визначились — 15,9 % (станом на 2008 рік).

## Освіта
Рівень письменності 2015 року становив 59,9 % дорослого населення (віком від 15 років): 71,8 % — серед чоловіків, 48,3 % — серед жінок.
Державні витрати на освіту становлять 2,4 % ВВП країни, станом на 2013 рік середня тривалість освіти становить 9 років (станом на 2012 рік).

## Охорона здоров'я
Забезпеченість лікарями в країні на рівні 0,1 лікаря на 1000 мешканців (станом на 2009 рік). Забезпеченість лікарняними ліжками в стаціонарах — 1 ліжка на 1000 мешканців (станом на 2009 рік). Загальні витрати на охорону здоров'я 2014 року становили 5,6 % ВВП країни (116-те місце у світі).
Смертність немовлят до 1 року, станом на 2015 рік, становила 89,21 ‰ (5-те місце у світі); хлопчиків — 98,8 ‰, дівчаток — 79,33 ‰. Рівень материнської смертності 2015 року становив 549 випадків на 100 тис. народжень (7-ме місце у світі).
Гвінея-Бісау входить до складу ряду міжнародних організацій: Міжнародного руху (ICRM) і Міжнародної федерації товариств Червоного Хреста і Червоного Півмісяця (IFRCS), Дитячого фонду ООН (UNISEF), Всесвітньої організації охорони здоров'я (WHO).

### Захворювання
Потенційний рівень зараження інфекційними хворобами в країні дуже високий. Найпоширеніші інфекційні захворювання: діарея, гепатит А, черевний тиф, малярія, гарячка денге, жовта гарячка, шистосомози, сказ (станом на 2016 рік).
2014 року зареєстровано 42,0 тис. хворих на СНІД (59-те місце у світі), це 3,69 % населення в репродуктивному віці 15—49 років (17-те місце у світі). Смертність 2014 року від цієї хвороби становила 1,9 тис. осіб (57-ме місце у світі).
Частка дорослого населення з високим індексом маси тіла 2014 року становила 6,3 % (159-те місце у світі); частка дітей віком до 5 років зі зниженою масою тіла становила 17 % (оцінка на 2014 рік). Ця статистика показує як власне стан харчування, так і наявну/гіпотетичну поширеність різних захворювань.

### Санітарія
Доступ до облаштованих джерел питної води 2015 року мало 98,8 % населення в містах і 60,3 % в сільській місцевості; загалом 79,3 % населення країни. Відсоток забезпеченості населення доступом до облаштованого водовідведення (каналізація, септик): у містах — 33,5 %, у сільській місцевості — 8,5 %, загалом по країні — 20,8 % (станом на 2015 рік). Споживання прісної води, станом на 2005 рік, дорівнює 0,18 км³ на рік, або 135,7 тонни на одного мешканця на рік: з яких 18 % припадає на побутові, 6 % — на промислові, 76 % — на сільськогосподарські потреби.

## Соціально-економічне становище
Співвідношення осіб, що в економічному плані залежать від інших, до осіб працездатного віку (15—64 роки) загалом становить 78,4 % (станом на 2015 рік): частка дітей — 72,8 %; частка осіб похилого віку — 5,7 %, або 17,7 потенційно працездатного на 1 пенсіонера. Загалом ці показники характеризують рівень потреби державної допомоги в секторах освіти, охорони здоров'я та пенсійного забезпечення, відповідно. За межею бідності 2015 року перебувало 67 % населення країни.

### Трудові ресурси
Загальні трудові ресурси 2012 року становили 731,3 тис. осіб (151-ше місце у світі). Зайнятість економічно активного населення у господарстві країни розподіляється таким чином: аграрне, лісове і рибне господарства — 82 %; промисловість, будівництво і сфера послуг — 18 % (станом на 2000 рік). 226,31 тис. дітей у віці від 5 до 14 років (57 % загальної кількості) 2010 року були залучені до дитячої праці. Дані про рівень безробіття серед працездатного населення країни, станом на 2015 рік, відсутні. Розподіл доходів домогосподарств у країні має такий вигляд: нижній дециль — 2,9 %, верхній дециль — 28 % (станом на 2002 рік).
Станом на 2013 рік, у країні 1,3 млн осіб не має доступу до електромереж; 21 % населення має доступ, в містах цей показник дорівнює 37 %, у сільській місцевості — 6 %. Рівень проникнення інтернет-технологій надзвичайно низький. Станом на липень 2015 року в країні налічувалось 61 тис. унікальних інтернет-користувачів (181-ше місце у світі), що становило 3,5 % загальної кількості населення країни.

## Кримінал

### Наркотики

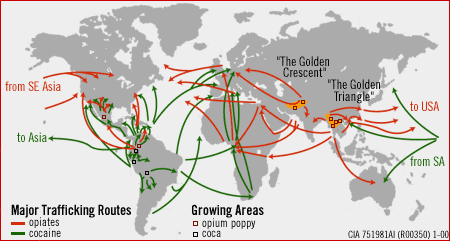
Світові маршрути наркотрафіку

Важлива транзитна країна для південноамериканського кокаїну на шляхах до Європи, географічні умови навколо столиці (архіпелаг лісистих заболочених островів) сприяє наркотрафіку; через повсюдну корупцію сприятливі умов для торговців людьми.

### Торгівля людьми
Згідно зі щорічною доповіддю про торгівлю людьми (англ. Trafficking in Persons Report) Управління з моніторингу та боротьби з торгівлею людьми Державного департаменту США, уряд Гвінеї-Бісау не докладає зусиль у боротьбі з явищем примусової праці, сексуальної експлуатації, незаконною торгівлею внутрішніми органами, законодавство не відповідає мінімальним вимогам американського закону 2000 року щодо захисту жертв (англ. Trafficking Victims Protection Act’s), країна перебуває у списку третього рівня.

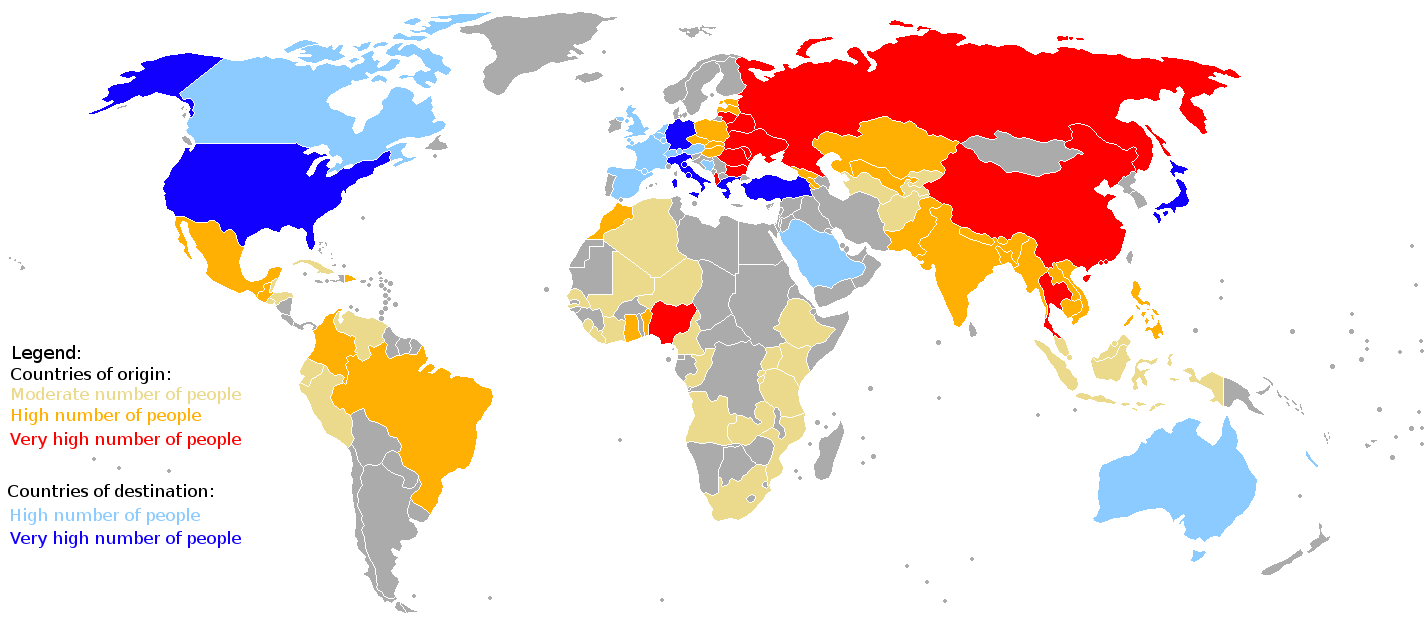
Країни-донори (червоний) і країни-реципієнти кримінальних потоків  (англ.)
Глобальна боротьба з торгівлею людьми (англ.)

## Гендерний стан
Статеве співвідношення (оцінка 2015 року):
- при народженні — 1,03 особи чоловічої статі на 1 особу жіночої;
- у віці до 14 років — 1 особи чоловічої статі на 1 особу жіночої;
- у віці 15—24 років — 0,98 особи чоловічої статі на 1 особу жіночої;
- у віці 25—54 років — 0,99 особи чоловічої статі на 1 особу жіночої;
- у віці 55—64 років — 0,6 особи чоловічої статі на 1 особу жіночої;
- у віці за 64 роки — 0,6 особи чоловічої статі на 1 особу жіночої;
- загалом — 0,95 особи чоловічої статі на 1 особу жіночої[1].

## Демографічні дослідження
Демографічні дослідження в країні ведуться рядом державних і наукових установ:

### Українською
- Атлас. 10—11 клас. Економічна і соціальна географія світу / упорядники :  О. Я. Скуратович, Н. І. Чанцева. — К. : ДНВП «Картографія», 2010. — ISBN 978-966-475-639-3.
- Атлас світу / голов. ред. І. С. Руденко ; зав. ред. В. В. Радченко ; відп. ред. О. В. Вакуленко. — К. : ДНВП «Картографія», 2005. — 336 с. — ISBN 9666315467.
- Безуглий В. В. Економічна і соціальна географія зарубіжних країн : Навчальний посібник. — К. : ВЦ «Академія», 2007. — 704 с. — ISBN 978-966-580-239-6.
- Безуглий В. В., Козинець С. В. Регіональна економічна і соціальна географія світу : Навчальний посібник. — видання 2-ге, доп., перероб. — К. : ВЦ «Академія», 2007. — 688 с. — ISBN 966-580-144-9.
- Головченко В. І., Кравчук О. Країнознавство: Азія, Африка, Латинська Америка, Австралія і Океанія. — К., 2006. — 335 с. — ISBN 966-8939-04-2.
- Гудзеляк І. І. Географія населення: Навчальний посібник / І. Гудзеляк. — Л. : Видавничий центр ЛНУ імені Івана Франка, 2008. — 232 с. — ISBN 978-966-613-599-8.
- Дахно І. І. Країни світу: Енциклопедичний довідник / І. І. Дахно, С. М. Тимофієв. — К. : Мапа, 2011. — 606 с. — (Бібліотека нового українця) — ISBN 978-966-8804-23-6.
- Дахно І. І. Економічна географія зарубіжних країн : навчальний посібник. — К. : Центр учбової літератури, 2014. — 319 с. — ISBN 978-611-01-0682-5.
- Джаман В. О. Регіональні системи розселення: демографічні аспекти. — Чернівці : Рута, 2003. — 392 с. — ISBN 9665685988.
- Дорошенко Л. С. Демографія: Навчальний посібник. — К. : МАУП, 2005. — 112 с. — ISBN 966-608-442-2.
- Дубович І. А. Країнознавчий словник-довідник. — 5-те вид., перероб. і доп. — К. : Знання, 2008. — 839 с. — ISBN 978-966-346-330-8.
- Економічна і соціальна географія країн світу. Навчальний посібник / За ред. Кузика С. П. — Л. : Світ, 2002. — 672 с. — ISBN 966-603-178-7.
- Загальна медична географія світу / В. О. Шевченко [та ін.] — К. : [б.в.], 1998. — 178 с.
- Книш М. М., Мамчур О. І. Регіональна економічна і соціальна географія світу (Латинська Америка та Карибські країни, Африка, Азія, Океанія) : навч. посіб. — Л. : ЛНУ ім. Івана Франка, 2013. — 368 с. — ISBN 978-617-10-0007-0.
- Крисаченко В. С. Динаміка населення: Популяційні, етнічні та глобальні виміри. — К. : Видавництво Національного інституту стратегічних досліджень, 2005. — 368 с. — ISBN 966-554-083-1.
- Любіцева О. О., Мезенцев К. В., Павлов С. В. Географія релігій. — К. : АртЕК, 1999. — 504 с. — ISBN 966-505-006-0.
- Масляк П. О. Країнознавство. — К. : Знання, 2007. — 292 с. — (Вища освіта XXI століття)
- Масляк П. О., Дахно І. І. Економічна і соціальна географія світу / П. О. Масляк, І. І. Дахно ; за ред. П. О. Масляка. — К. : Вежа, 2003. — 280 с. — ISBN 966-7091-53-8.

### Російською
- (рос.) Гвинея-Бисау // Демографический энциклопедический словарь / главн. ред. Валентей Д. И. — М. : Советская энциклопедия, 1985. — 608 с.
- (рос.) Гвинея-Бисау // Африка: энциклопедический справочник [в 2-х тт.] / гл. ред. А. А. Громыко. — М. : Советская энциклопедия, 1986. — Т. 1. — 672 с.
- (рос.) Гвинея-Бисау // Страны и народы. Африка. Западная и Центральная Африка / Редкол. : М. Б. Горнунг, Г. Б. Старушенко (отв. ред.) и др. — М. : «Мысль», 1979. — 301 с. — (Страны и народы) — 180 тис. прим.
- (рос.) Атлас народов мира / Отв. ред. С. И. Брук и В. С. Апенченко. — М. : ГУГК ГГК СССР и Институт этнографии им. Н. Н. Миклухо-Маклая АН СССР, 1964. — 185 с. — 20 тис. прим.
- (рос.) Численность и расселение народов мира. Этнографические очерки / под ред. С. И. Брука. — М. : Издательство АН СССР, 1962. — 487 с.
- (рос.) Лаппо Г. М. География городов: Учебное пособие для географических факультетов вузов. — М. : Туманит, изд. центр ВЛАДОС, 1997. — 476 с. — ISBN 5-691-00047-0.
- (рос.) Ягельский А. География населения. — М. : Прогресс, 1980. — 383 с.